# Кобушевский, Ян
Ян Анто́ний Кобушевский (пол. Jan Antoni Kobuszewski; 19 апреля 1934, Варшава — 28 сентября 2019, Варшава) — польский актёр театра, кино, кабаре, радио и телевидения.

## Биография
Ян Кобушевский родился 19 апреля 1934 года в Варшаве. Актёрское образование получил в Государственной высшей театральной школе (теперь Театральная академия имени А. Зельверовича) в Варшаве, которую окончил в 1956 году. Тогда жеидебютировал в театре.  Актёр разных варшавских театров и кабаре, также актёр Нового театра в Лодзи. Выступал в радиопередачах «Польского радио», в телевизионном кабаре и в спектаклях «театра телевидения» в 1957—2003 гг. Как актёр озвучил многие польские мультипликационные и документальные фильмы с 1963 по 2010 годы.
Был женат на актрисе Ханне Зембжуской.

## Избранная фильмография
| Год  | Русское название                         | Оригинальное название       |
| ---- | ---------------------------------------- | --------------------------- |
| 1955 | Часы надежды                             | Godziny nadziei             |
| 1956 | Варшавская сирена                        | Warszawska syrena           |
| 1957 | Ева хочет спать                          | Ewa chce spać               |
| 1958 | Галоши счастья                           | Kalosze szczęścia           |
| 1960 | Счастливчик Антони                       | Szczęściarz Antoni          |
| 1961 | Апрель                                   | Kwiecień                    |
| 1962 | Золото                                   | Złoto                       |
| 1962 | Клуб холостяков                          | Klub kawalerów              |
| 1963 | Действительно вчера                      | Naprawdę wczoraj            |
| 1963 | Беспокойная племянница                   | Smarkula                    |
| 1963 | Жена для австралийца                     | Żona dla Australijczyka     |
| 1964 | Барбара и Ян                             | Barbara i Jan               |
| 1965 | Всегда в воскресенье                     | Zawsze w niedzielę          |
| 1966 | Ад и небо                                | Piekło i niebo              |
| 1966 | Домашняя война (только в 9-й серии)      | Wojna domowa                |
| 1969 | Новый                                    | Nowy                        |
| 1970 | В погоне за Адамом                       | Pogoń za Adamem             |
| 1971 | Беспокойный постоялец                    | Kłopotliwy gość             |
| 1971 | Голубое, как Чёрное море                 | Niebieskie jak Morze Czarne |
| 1972 | Разыскиваемый, разыскиваемая             | Poszukiwany, poszukiwana    |
| 1974 | Нет розы без огня                        | Nie ma róży bez ognia       |
| 1976 | Брюнет вечерней порой                    | Brunet wieczorową porą      |
| 1978 | Жизнь, полная риска (только в 6-й серии) | Życie na gorąco             |
| 1981 | Любовь тебе всё простит                  | Miłość ci wszystko wybaczy  |
| 1983 | Альтернативы 4                           | Alternatywy 4               |
| 1986 | Предупреждения                           | Zmiennicy                   |
| 1998 | Золото дезертиров                        | Złoto dezerterów            |

## Признание
- 1974 — Награда «Комитета в дела радио и телевидение» за радио- и телевизионное творчество.
- 1975 — Золотой крест Заслуги.
- 1979 — Кавалерский крест ордена Возрождения Польши.
- 1979 — Награда председателя «Комитета в дела радио и телевидение».
- 1987 — Золотая почётная юбилейная медаль общества Полония.
- 1998 — Командорский крест ордена Возрождения Польши.
- 2004 — Награда Министра культуры и искусства Польши.
- 2006 — Золотая медаль «За заслуги в культуре Gloria Artis».
- 2007 — Медаль «За долголетнюю супружескую жизнь».
- 2012 — Командорский крест со звездой ордена Возрождения Польши.